# Rous Cup
Der Rous Cup war ein kurzlebiges Fußballturnier, das zwischen den Nationalmannschaften Englands und Schottlands und später lateinamerikanischen Gastmannschaften ausgetragen wurde.

## Zusammenfassung
Der Rous Cup stellte eine Wiederbelebung der British Home Championship dar. Benannt wurde der Wettbewerb nach Sir Stanley Rous, einem ehemaligen Sekretär der Football Association und Präsident des Weltverbands FIFA. Um das Turnier spannender zu machen, wurden später auch Teams aus Lateinamerika eingeladen.
Durch die stetig wachsende Anzahl englischer Hooligans wurde die Idee des Turniers schließlich aufgegeben.

## Resultate
| Jahr | Resultate  | Resultate     | Resultate     | Resultate |
| Jahr | Sieger     | Zweiter Platz | Dritter Platz |           |
| ---- | ---------- | ------------- | ------------- | --------- |
| 1985 | Schottland | England       |               |           |
| 1986 | England    | Schottland    |               |           |
| 1987 | Brasilien  | England       | Schottland    |           |
| 1988 | England    | Kolumbien     | Schottland    |           |
| 1989 | England    | Schottland    | Chile         |           |

## Die einzelnen Turniere
- 1985
  - Schottland – England 1:0
- 1986
  - England – Schottland 2:1
- 1987
  - England – Brasilien 1:1
  - Schottland – England 0:0
  - Schottland – Brasilien 0:2
- 1988
  - Schottland – Kolumbien 0:0
  - England – Schottland 1:0
  - England – Kolumbien 1:1
- 1989
  - England – Chile 0:0
  - Schottland – England 0:2
  - Schottland – Chile 2:0

## Gesamtübersicht
| Team       | Turniere | Spiele | Sieg | Unentschieden | Niederlage | Erzielte Tore | Gegentore | Tordifferenz | Punkte | Punkte in Prozent |
| ---------- | -------- | ------ | ---- | ------------- | ---------- | ------------- | --------- | ------------ | ------ | ----------------- |
| England    | 5        | 8      | 3    | 4             | 1          | 7             | 4         | +3           | 10     | 62,50 %           |
| Schottland | 5        | 8      | 2    | 2             | 4          | 4             | 7         | −3           | 6      | 37,50 %           |
| Brasilien  | 1        | 2      | 1    | 1             | 0          | 3             | 1         | +2           | 3      | 75,00 %           |
| Kolumbien  | 1        | 2      | 0    | 2             | 0          | 1             | 1         | 0            | 2      | 50,00 %           |
| Chile      | 1        | 2      | 0    | 1             | 1          | 0             | 2         | −2           | 1      | 25,00 %           |

Bemerkungen: Für Siege gab es zwei Punkte und für Unentschieden einen

## Rekorde
- Meiste Einsätze: Chris Waddle, Roy Aitken und Alex McLeish – 8
- Meiste Tore: Gary Lineker – 2
- Höchste Zuschauerzahl: 92.000 (England gegen Brasilien, 1987)
- Niedrigste Zuschauerzahl: 9.006 (Schottland gegen Chile, 1989)